# Dimayor 1979
El Campeonato Oficial DIMAYOR 1979 fue la primera edición del principal torneo de la División Mayor del Básquetbol de Chile, máxima categoría del básquetbol profesional de Chile. Fue disputado entre el 12 de abril y 26 de junio de 1979.
Participaron un total de 8 equipos. Al término del campeonato, Thomas Bata se consagró campeón y se convirtió en el primero del torneo.

## Historia
El 9 de marzo de 1979, un grupo de dirigentes deportivos de la zona central de Chile, en sus afanes de levantar el nivel del Básquetbol de Chile, se reúnen para crear la División Mayor del Básquetbol de Chile (DIMAYOR), como una entidad encargada de la promoción de una competencia de real jerarquía que concitara el interés del público y sirviera de apoyo a los anhelos que sustentaban los dirigentes de la Federación de Básquetbol de Chile.
Los 8 clubes que formaron la DIMAYOR fueron: 
Asociación de Básquetbol de Santiago:
- FAMAE
- Thomas Bata de Peñaflor
- Unión Española

Asociación de Básquetbol de Valparaíso:
- Esperanza
- Sportiva Italiana

Postulantes:
- Español de Talca
- Naval de Talcahuano
- Universidad de Concepción

## Aspectos generales
Los 8 equipos que participaron en el torneo se enfrentaron entre sí en encuentros de ida y vuelta con un sistema de todos contra todos. Al finalizar las 14 fechas, el equipo que sumó más puntos a lo largo de la fase regular, se consagra campeón.

## Tabla de posiciones
| Pos | Equipo                          | PJ | PG | PP | Pts |
| --- | ------------------------------- | -- | -- | -- | --- |
| 1°  | Thomas Bata de Peñaflor         | 14 | 13 | 1  | 27  |
| 2°  | Sportiva Italiana de Valparaíso | 14 | 9  | 5  | 23  |
| 3°  | Unión Española                  | 14 | 8  | 6  | 22  |
| 4°  | Universidad de Concepción       | 14 | 7  | 7  | 21  |
| 5°  | FAMAE de Santiago               | 14 | 6  | 8  | 20  |
| 6°  | Naval de Talcahuano             | 14 | 6  | 8  | 20  |
| 7°  | Español de Talca                | 14 | 4  | 10 | 18  |
| 8°  | Esperanza de Valparaíso         | 14 | 3  | 11 | 17  |

|  | Campeón de la Dimayor |

## Campeón
| Chile                         |
| Campeón Thomas Bata 1º título |